# Sea Diamond
La Sea Diamond è stata una nave da crociera gestita dalla Louis Hellenic Cruise Lines.
Costruita nel 1984 da Valmet, in Finlandia per la compagnia Birka Line come M/N Birka Princess. Nel 2006 è ristrutturata, adeguandola a nave da crociera, registrata al Pireo, ma con base a Malta. Di 22 000 tonnellate di stazza, poteva trasportare oltre 1.530 passeggeri.
La nave affondò il 5 aprile 2007, dopo essersi arenata il giorno precedente nei pressi dell'isola greca di Santorini, lasciando due persone disperse e presumibilmente morte nel naufragio.

## Naufragio
Il 5 aprile 2007, la nave si incagliò in una ben marcata scogliera vulcanica a est di Nea Kameni, all'interno della caldera dell'isola greca di Santorini, cominciando ad imbarcare acqua, e solamente dopo che si inclinò di 12 gradi a dritta, le sue porte stagne, è stato comunicato, furono chiuse (una relazione che è stata successivamente smentita quando il relitto è stato esaminato). I 1.195 passeggeri inizialmente sono stati tutti evacuati in modo sicuro in tre ore e mezzo, con qualche ferita. La nave è stata rimorchiata al largo degli scogli. Successivamente, sono stati segnalati due dispersi, mai più ritrovati

## Galleria d'immagini

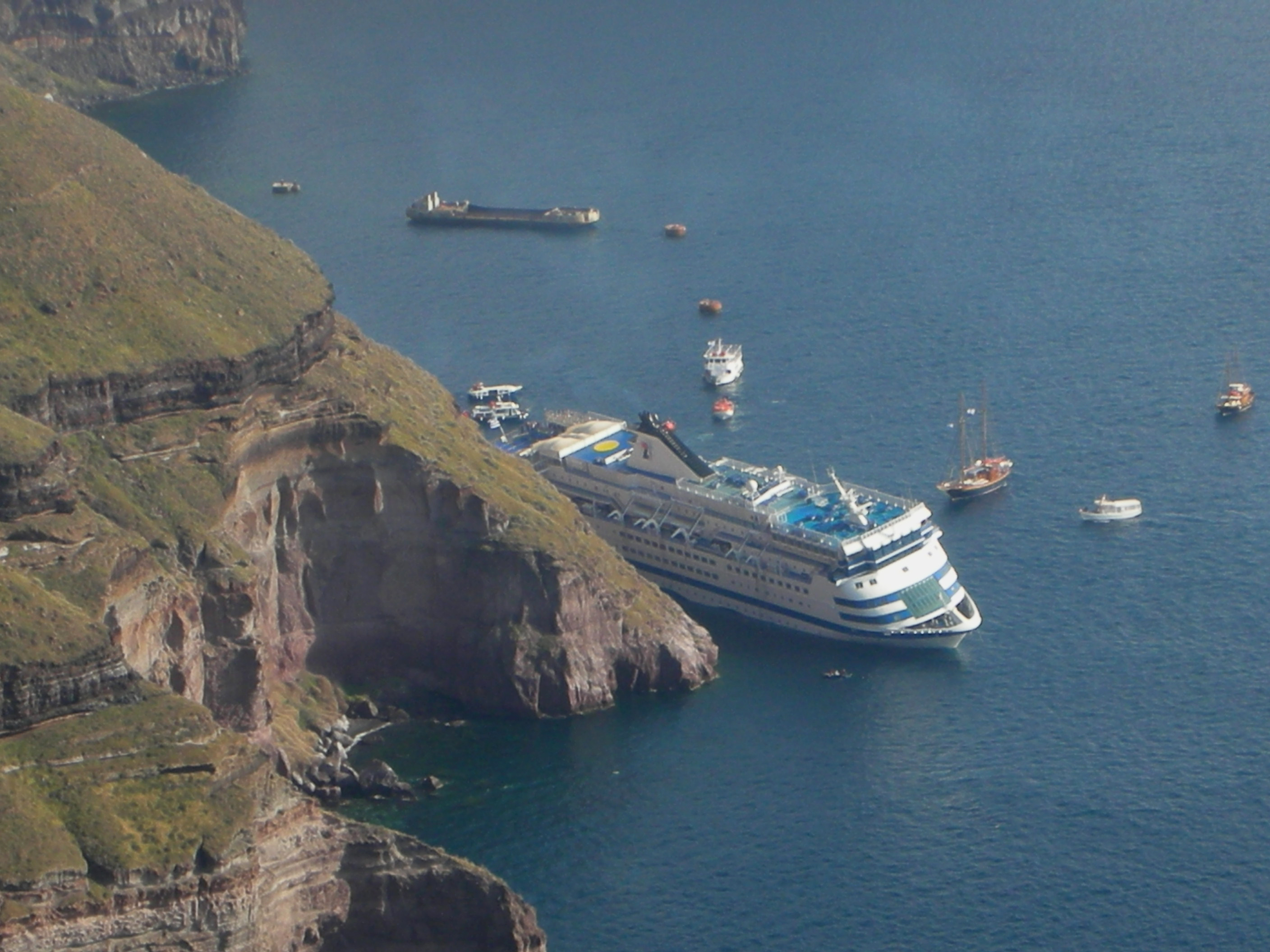
La Sea Diamond sbandata, prima di affondare a Santorini.
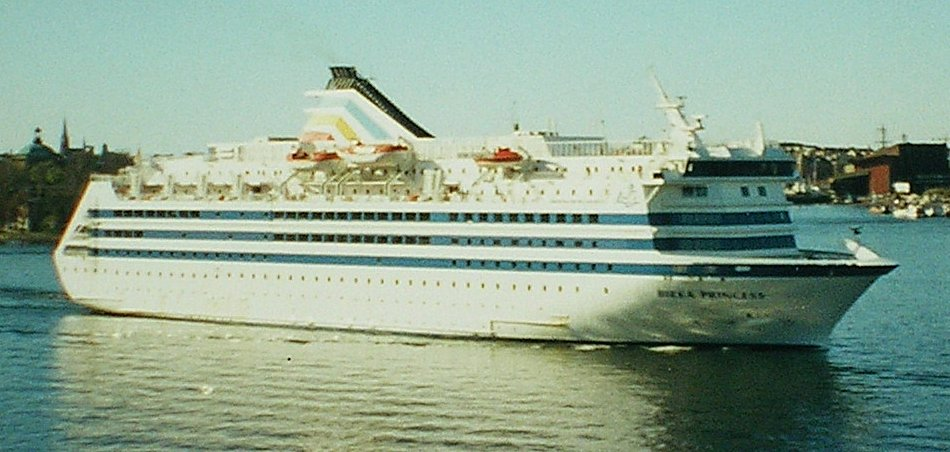
MS Birka Princess nella sua livrea originale.
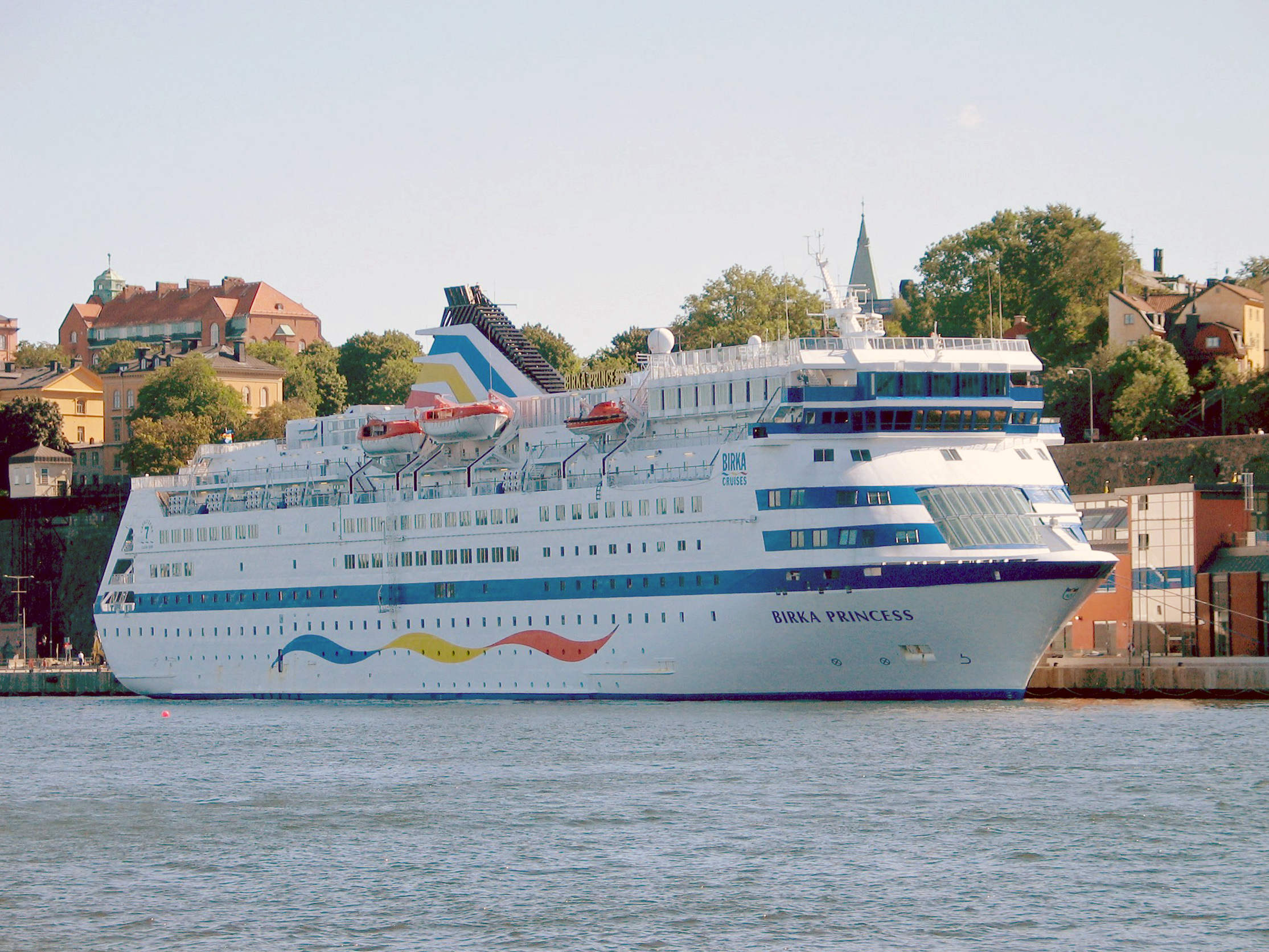
MS Birka Princess a Stoccolma nel 2005 con la nuova livrea.